# GD Estoril Praia
Grupo Desportivo Estoril Praia – portugalski klub piłkarski z siedzibą w Estoril, występujący w Primeira Liga.

## Historia
Klub został założony 17 maja 1939 roku jako Grupo Desportivo Estoril Plage. Jedynym poważnym sukcesem zespołu było dotarcie do finału Taça de Portugal w sezonie 1943/1944. W meczu decydującym o tytule Grupo Desportivo Estoril Praia przegrało z Benfiką aż 0–8.
W sezonie 2003/2004 klub zwyciężył w rozgrywkach Segunda Liga i awansował do portugalskiej ekstraklasy. Tam zajął jednak dopiero siedemnaste miejsce i powrócił na drugi poziom. W sezonie 2011/2012 zespół wywalczył awans do Primeira Liga, gdzie występował do spadku w 2018. W 2021 klub powrócił do najwyższej klasy rozgrywkowej. 

## Sukcesy
| \| \| Zdobyte trofea w rozgrywkach Portugalii (stan na: 27 stycznia 2024 r.) \| |                                                                        |      |                  |
| Rozgrywki                                                                       | Osiągnięcie                                                            | Razy | Sezon(y)         |
| · Mistrzostwo                                                                   | I miejsce                                                              | -    |                  |
| · Mistrzostwo                                                                   | II miejsce                                                             | -    |                  |
| · Mistrzostwo                                                                   | III miejsce                                                            | -    |                  |
| · Puchar                                                                        | zdobywca                                                               | -    |                  |
| · Puchar                                                                        | finalista                                                              | 1    | 1944             |
| · Puchar Ligi                                                                   | zdobywca                                                               | -    |                  |
| · Puchar Ligi                                                                   | finalista                                                              | 1    | 2024             |
| II liga                                                                         | I miejsce                                                              | 3    | 2004, 2012, 2021 |
| II liga                                                                         | II miejsce                                                             | 1    | 1991             |
| II liga                                                                         | III miejsce                                                            | -    |                  |
| Portugalia                                                                      | Zdobyte trofea w rozgrywkach Portugalii (stan na: 27 stycznia 2024 r.) |      |                  |

## Zawodnicy
Stan na dzień 7 czerwca 2024.
| Nr | Poz. | Piłkarz                                |
| -- | ---- | -------------------------------------- |
| 99 | BR   | Dani Figueira (kapitan)                |
| 31 | BR   | Marcelo Carné                          |
| 81 | BR   | Diogo Dias                             |
| 3  | OB   | Bernardo Vital                         |
| 13 | OB   | João Basso                             |
| 23 | OB   | Pedro Álvaro (wypożyczony z Santos FC) |
| 18 | OB   | Erick Cabaco                           |
| 5  | OB   | Volnei                                 |
| 22 | OB   | Eliaquim Mangala                       |
| 78 | OB   | Tiago Araújo                           |
| 17 | OB   | Harouna Sy                             |
| 21 | OB   | Rodrigo Gomes (wypożyczony z SC Braga) |
| 79 | OB   | Wagner Pina                            |

| Nr | Poz. | Piłkarz                                      |
| -- | ---- | -------------------------------------------- |
| 2  | OB   | Raúl Parra                                   |
| 8  | PO   | Jordan Holsgrove (wypożyczony z Olympiakos)  |
| 64 | PO   | Mor Ndiaye                                   |
| 48 | PO   | Michel Costa                                 |
| 7  | PO   | Zanocelo (wypożyczony z Santos FC)           |
| 82 | PO   | Mateus Fernandes (wypożyczony z Sporting CP) |
| 33 | NA   | João Marques                                 |
| 29 | NA   | Nemanja Jović                                |
| 10 | NA   | Rafik Guitane                                |
| 91 | NA   | Heri Tavares                                 |
| 9  | NA   | Alejandro Marqués                            |
| 20 | NA   | João Carlos                                  |
| 11 | NA   | Cassiano                                     |

### Piłkarze na wypożyczeniu
| Nr | Poz. | Piłkarz                                 |
| -- | ---- | --------------------------------------- |
| NA | NA   | Benchimol (wypożyczony do SL Benfica B) |

## Europejskie puchary
Legenda do wszystkich tabel:
- Q – runda eliminacyjna, 1/16, 1/8, 1/4, 1/2 – odpowiednia faza rozgrywek, Grupa – runda grupowa, 1r gr – pierwsza runda grupowa, 2r gr – druga runda grupowa, F – finał, R – runda, PO – play-off
- k. – rzuty karne, los. – losowanie, Dogr. – dogrywka, w. – zasada bramek strzelonych na wyjeździe

| Sezon   | Rozgrywki   | Runda   | Przeciwnik       | Dom | Wyjazd | Ogólnie    |
| ------- | ----------- | ------- | ---------------- | --- | ------ | ---------- |
| 2013/14 | Liga Europy | 3Q      | Hapoel Ramat Gan | 0–0 | 1–0    | 1–0        |
| 2013/14 | Liga Europy | PO      | Pasching         | 2–0 | 2–1    | 4–1        |
| 2013/14 | Liga Europy | Grupa H | Sevilla FC       | 1–2 | 1–1    | 4. miejsce |
| 2013/14 | Liga Europy | Grupa H | Slovan Liberec   | 1–2 | 1–2    | 4. miejsce |
| 2013/14 | Liga Europy | Grupa H | SC Freiburg      | 0–0 | 1–1    | 4. miejsce |
| 2014/15 | Liga Europy | Grupa E | PSV Eindhoven    | 3–3 | 0–1    | 3. miejsce |
| 2014/15 | Liga Europy | Grupa E | Panathinaikos AO | 2–0 | 1–1    | 3. miejsce |
| 2014/15 | Liga Europy | Grupa E | Dinamo Moskwa    | 1–2 | 0–1    | 3. miejsce |